# Hemileuca numa
Hemileuca numa är en fjärilsart som beskrevs av Druce 1897. Hemileuca numa ingår i släktet Hemileuca och familjen påfågelsspinnare. Inga underarter finns listade i Catalogue of Life.